# Dvůr Králové nad Labem
Dvůr Králové nad Labem (AFI: [ˈdvuːr ˈkraːlovɛː ˈnad labɛm], en alemán: Königinhof an der Elbe, o sea, Corte de la Reina en el (río) Elba) es un municipio con privilegios de ciudad de la República Checa, perteneciente a la región de Hradec Králové. Se encuentra en el valle del río Elba (Labe en checo), en la Bohemia Oriental, próximo a los picos Krkonoše.

## Arquitectura
Dvůr Králové es un centro industrial de los sectores textil y de la maquinaria.
El Zoológico de Dvůr Králové, con su temática basada en el safari africano, se encuentra próximo a la localidad. Cuenta con unos 2000 ejemplares de 500 especies animales, principalmente ungulados africanos, y fue el lugar en el que se crio Sudán, el último macho de rinoceronte blanco del norte.
En los aledaños de la localidad, se encuentra una antigua residencia de los jesuitas en Žireč y un hospital en Kuks, ambos con numerosas estatuas barrocas esculpidas por Matthias Braun.

## Historia

### Bohemia
La primera mención de Dvůr Králové data de 1270. Se trataba de una ciudad de dote real, en posesión de la mujer del rey y responsable de sus gastos en caso de quedarse viuda.

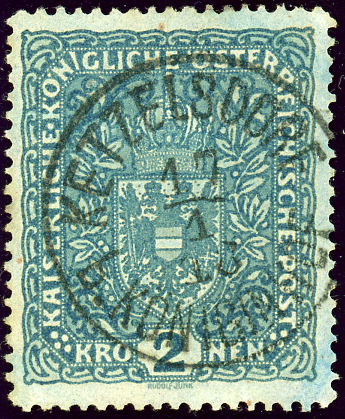
Sello de 2 coronas austriacas cancelado en una localidad cercana en 1918.

Hasta 1918, al pueblo formó parte de la monarquía austriaca (la Cisleitania, parte de Austria tras el compromiso austrohúngaro de 1867), cabecera del distrito Königshof an der Elbe - Dvůr Králové nad Labem (Corte del Rey en el (río) Elba), uno de los 94 Bezirkshauptmannschaften o Autoridades de distrito de Bohemia.

### Industria textil
Dvůr Králové permitió que se establecieran en ella los judíos en 1848. Varias familias judías llegaron a comienzos de los años 1860 y empezaron a desarrollar una industria textil local (el agua blanda del Elba posibilitó el tintado y la impresión para la industria textil). Para 1930, la población judía de la localidad era de unas 200 o 300 personas, y la industria textil había crecido a 17 empresas textiles (Sohorts, Neuman, Mautner, Deutsch, etc.). Sin embargo, a finales de 1945 ya no quedaban judíos en el pueblo.

### Asunto del manuscrito
El 16 de septiembre de 1817, Václav Hanka descubrió un supuesto manuscrito del siglo XIII en la torre de una iglesia local. El Manuscrito de Dvůr Kralové, probablemente producido por el propio Hanka, fue ideado para ayudar a los patriotas checos en su lucha contra la cultura alemana. Tomáš Masaryk demostró que se trataba de una falsificación, hecho que fue confirmado por posteriores análisis. Sin embargo, existe una minoría de historiadores que siguen considerándolo auténtico.

## Ciudades hermanas
Dvůr Králové nad Labem está hermanada con:
- Piegaro (Italia)
- Verneuil-en-Halatte (Francia)
- Cedar Grove (Nueva Jersey, Estados Unidos)
- Kamienna Góra (Polonia)